# 水野真紀
水野 真紀（みずの まき、1970年〈昭和45年〉3月28日 - ）は、日本の女優である。戸籍名、後藤田 由紀（ごとうだ ゆき）。旧姓、江野脇（えのわき）。東宝芸能所属。夫は徳島県知事の後藤田正純。

## 来歴
東京都出身。東京大学教育学部附属中学校・高等学校を経て、1990年、東洋英和女学院短期大学卒業。聖心女子大学へ編入後、2021年に聖心女子大学現代教養学部教育学科卒業。また、ル・コルドン・ブルーのロンドン校に短期留学し、服部栄養専門学校を卒業。幼稚園教諭一種免許と保育士資格、調理師免許をもつ。
1987年、高校2年生の時に第2回『東宝シンデレラ』コンテストで審査員特別賞を受賞。当時好きだった男子に冷たくされて落ち込んでいた時に姉が新聞でこのコンテストの募集要項を見つけたのを見て、これだと勢いで応募したという。1990年、NHK朝の連続テレビ小説『凛凛と』で芸能界デビュー。短大在学中の1989年、映画『冬物語』でヒロインを演じた。翌1990年に短大を卒業、1992年に『朝の連続ドラマ・パパっ子ちゃん』（読売テレビ）のヒロインを務めた。
松下電工（現在のパナソニック電工）のCMキャラクター、初代『きれいなおねえさん』に起用されたことで知られ、CM出演していた1996年の花嫁候補No.1女優に選ばれた。
また、冠番組『水野真紀の魔法のレストラン』（MBS）が2001年から放送されている。この番組を担当するようになって初めてお好み焼き（粉モン）を食べたと語っている。また大阪ガスのCMにも出演していたこともあり、東京都出身だが関西ローカルに縁がある。
2004年3月、大学時代からの友人であった後藤田と結婚。翌2005年4月、愛育病院にて長男を出産。
2023年6月、保育園運営などを手掛けるJPホールディングスの社外取締役に就任。

## 人物
便通について非常に重要だと考えており、毎朝お通じがあることがマストだと考えている。その理由について「昔、「便秘は体内に生ごみを溜めるようなもの」と聞いてから 妙に拘るようになりました。体温と同じ36～37度の外気に生ゴミを放置したら、、、なんか嫌でしょ？（笑）」とその理由を明かしており、「人間、入れたら出す」の原則をモットーにしている。
お通じを良くするために海藻、雑穀米、ヨーグルトを好んで摂取している。食事についても必ず朝のお通じが期待できるようなメニューを心掛けるといい、水野にとっては「勝負メシ」のようなものであると語っている。
美容法についても腸活が大事な要素だとして、やはり毎日の排泄が健康と美容に影響しているとインタビューで語っている。

## 出演

### テレビドラマ
- 連続テレビ小説「凛凛と」（1990年4月2日 - 9月29日、NHK総合） - 幸吉の元婚約者・八千代 役
- 都会の森（1990年7月6日 - 9月14日、TBS） - 清水鮎子 役
- 木曜ゴールデンドラマ「大阪船場女の陣」（1990年10月11日、よみうりテレビ）
- NHKスペシャル「母からの贈り物」（1990年12月8日、NHK総合）
- ナースステーション（1991年1月15日 - 3月18日、TBS） - 竹本いずみ 役
- 土曜グランド劇場「助教授一色麗子 法医学教室の女」（1991年7月6日 - 9月7日、日本テレビ） - 美浜鶴子 役
- 近松青春日記（1991年9月6日 - 11月29日、NHK総合） - 岡本きく 役
- 映画みたいな恋したい「ゴッドファザー」（1991年11月20日、テレビ東京）
- 火曜サスペンス劇場「失踪」（1991年12月10日、日本テレビ）
- 炎の如く 吉田松陰（1991年、日本テレビ・山口放送） - 杉文 役
- 名奉行 遠山の金さん（テレビ朝日 / 東映）
  - 第4シリーズ 第12話「仕組まれた逆玉の輿」（1992年） - お菊 役
  - 遠山の金さんVS女ねずみ（1997年2月1日 - 7月5日） - 奈津 役
  - 金さんVS女ねずみ（1998年3月14日 - 10月31日）
- 鬼平犯科帳 第3シリーズ 第13話「尻毛の長右衛門」（1992年、フジテレビ） - おすみ 役
- 木曜劇場「ジュニア・愛の関係」（1992年4月16日 - 6月25日、フジテレビ） - 佐伯新子(源氏名・小秋)  役
- ニュースなあいつ（1992年7月4日 - 9月19日、よみうりテレビ） - 白川涼子 役
- 金山大爆破（1992年10月7日、フジテレビ）
- いとこ同志（1992年10月14日 - 12月23日、日本テレビ） - 手塚沙織 役
- 大空港'92（1992年10月15日 - 12月17日、テレビ朝日） - 香川日出美 役
- 土曜ワイド劇場（テレビ朝日）
  - 伊豆天城峠殺人交差（1992年12月5日）
  - 棟居刑事シリーズ（1996年 - 2000年） - 棟居春枝 ／ 本宮桐子 役
    - 棟居刑事のラブアフェア（1996年3月30日）
    - 棟居刑事の復讐（1996年11月16日）
    - 棟居刑事の情熱（1997年3月8日）
    - 棟居刑事の複合遺恨（1998年9月12日）
    - 棟居刑事の黙示録（2000年11月18日）

  - 松本清張スペシャル・黒い樹海（1997年11月29日） - 主演・笠原祥子 役
  - エステサロン白い肌殺人事件（1998年5月31日） - 主演・岩月麗子 役
    - エステサロン白い肌殺人事件2（1998年12月26日）

  - 愛の摩周湖殺人事件（1998年2月7日） - 岡田美加 役
  - 事件記者冴子の殺人スクープ（1999年 - 2003年） - 主演・川村冴子 役
    - 事件記者冴子 沖縄、サンゴ礁の海、見知らぬ男の死体に抱きつかれて…（1999年8月7日）
    - 事件記者冴子 殺される! 留守電に親友の死のさけび!（2001年3月31日）
    - 事件記者冴子 恋人が女殺しで指名手配に!（2001年11月24日）
    - 事件記者冴子 ナース白衣を着せられて殺された3人の女!（2003年11月1日）

  - 少年被疑者（2002年5月11日） - 主演・有本祥子（検事） 役
  - 牟田刑事官VS終着駅の牛尾刑事そして事件記者冴子シリーズ（2003年 - 2005年） - 主演・川村冴子 役
    - 牟田刑事官VS終着駅の牛尾刑事そして事件記者冴子 レッドライト（2003年12月27日）
    - 牟田刑事官VS終着駅の牛尾刑事そして事件記者冴子 マリッジ（2004年12月25日）
    - 牟田刑事官VS終着駅の牛尾刑事そして事件記者冴子 タクシー（2005年12月24日）

  - 邪光（2004年5月15日） - 主演・樋口真琴 役
  - 終着駅の牛尾刑事VS事件記者・冴子シリーズ（2006年 - 2009年） - 主演・川村冴子 役
    - 終着駅の牛尾刑事VS事件記者・冴子 殺人の詩集（2006年12月23日）
    - 終着駅の牛尾刑事VS事件記者・冴子 路（2007年12月22日）
    - 終着駅の牛尾刑事VS事件記者・冴子 致死海流（2008年12月20日）
    - 終着駅の牛尾刑事VS事件記者・冴子 灯（2009年12月12日）
    - 終着駅の牛尾刑事VS事件記者・冴子 完全犯罪の使者（2010年12月18日）
    - 終着駅の牛尾刑事VS事件記者・冴子 ラストシーン!!（2012年2月25日）
    - 終着駅の牛尾刑事VS事件記者・冴子 悪の器（2012年12月29日）
    - 終着駅の牛尾刑事VS事件記者・冴子 家族の食卓（2013年12月28日）
    - 終着駅の牛尾刑事VS事件記者・冴子 喪中欠礼（2014年12月27日）
    - 終着駅の牛尾刑事VS事件記者・冴子 生存者（2016年1月9日）

  - 獣医・いかり七緒の殺人診断（2007年10月27日） - 主演・五十海七緒 役
  - 司法教官・穂高美子シリーズ（2011年 - 2017年） - 主演・穂高美子 役
    - 司法教官・穂高美子〜弁護士志望の殺人犯!（2011年9月3日）
    - 司法教官・穂高美子2〜9千万円盗んでも無罪の法律トリック!?弁護士志望の殺人犯（2012年9月1日）
    - 司法教官・穂高美子3〜死亡時刻が二転三転!? 謎の“スイーツ姉妹”（2014年5月31日）
    - 司法教官・穂高美子4〜死を呼ぶ誓いのキス!?人気タレント結婚式…空飛ぶ花嫁の連続殺人トリック（2015年10月31日）
    - 司法教官・穂高美子5〜殺人トリックを暴く法律教室! 開廷中に裁判長が毒殺!!（2016年10月29日）
    - 司法教官・穂高美子6〜美人弁護士の裏の顔 他人をかばって無罪になる法律トリック!?（2017年10月1日）
- パパっ子ちゃん（1993年3月25日 - 6月25日、よみうりテレビ）
- 世にも奇妙な物語（1993年 - 、フジテレビ）
  - 真夏の特別編「いじめられる女」（1993年7月30日） - 加納宮子 役
  - 七夕の特別編「時の女神」（1994年）
  - 聖夜の特別編「テレパシー・ラブ」（1996年） - 遠藤美和子 役
- JTドラマBOX 泣きたい夜もある「涙憶（るいおく）」（1993年8月29日、毎日放送） - 直子 役
- TBS大型時代劇スペシャル「大忠臣蔵」 （1994年1月1日、TBS）
- 火曜ドラマリーグ お姉さんの朝帰りシリーズ（1994年、朝日放送） - 秋田奈々子役
  - お姉さんの朝帰り 第1シリーズ（1994年1月11日 - 2月8日）
  - お姉さんの朝帰り 第2シリーズ（1994年5月24日 - 6月28日）
- 麻酔（1994年1月15日 - 3月26日、よみうりテレビ）
- HOTELシリーズ（1994年 - 1995年、TBS）
  - ホテルスペシャル'94春「姉さん異常です!結婚しない女で満室!?」（1994年4月7日）
  - ホテル 第3シリーズ （1994年4月14日-9月22日）レギュラー出演
  - ホテルスペシャル'95新春「姉さん!お正月に初体験です!! お部屋でスッポン鍋を作る客!?」（1995年1月5日）
- 家なき子（1994年4月16日 - 7月2日、日本テレビ） - 岡崎章子 役
- 月曜ドラマスペシャル「真夜中の乗客」（1994年5月23日、TBS）
- 怪談 KWAIDAN III 牡丹灯篭（1994年9月16日、フジテレビ） - お露 役
- 29歳のクリスマス（1994年10月20日 - 12月22日、フジテレビ） - 上越香奈 役
- 関西空港ドラマSP「向い風の朝 愛と追憶のエアポート」（1994年12月20日、朝日放送）
- 金曜エンタテイメント （フジテレビ）
  - 美人三姉妹温泉芸者が行く!シリーズ（1995年 - 2001年） - 主演・夏呼 役
    - 美人三姉妹温泉芸者が行く!　那須なみだ雪殺人事件（1995年2月24日）
    - 美人三姉妹温泉芸者が行く!2（1996年1月12日）
    - 美人三姉妹温泉芸者が行く!3　伊豆稲取湯けむり婚前旅行殺人事件（1996年9月27日）
    - 美人三姉妹温泉芸者が行く!4　月岡湯けむり心中殺人事件（1997年6月6日）
    - 美人三姉妹温泉芸者が行く!5　箱根芦ノ湖殺人事件（1998年2月27日）
    - 美人三姉妹温泉芸者が行く!6　松山道後に響く謎の怨恨殺人（2001年6月1日）

  - スチュワーデス刑事シリーズ（1997年 - 2006年） - 丸井（旧姓：岡村）由紀子 役
    - スチュワーデス刑事1（1997年1月10日）
    - スチュワーデス刑事2（1998年1月9日）
    - スチュワーデス刑事3（1999年1月8日）
    - スチュワーデス刑事4（2000年1月7日）
    - スチュワーデス刑事5（2001年1月5日）
    - スチュワーデス刑事6（2002年1月11日）
    - スチュワーデス刑事7（2003年1月10日）
    - スチュワーデス刑事8（2004年1月16日）
    - スチュワーデス刑事9（2005年1月7日）
    - スチュワーデス刑事FINAL（2006年1月13日）

  - 名古屋嫁入り物語10〜さよなら大放送〜（1997年7月24日） - 那古 役
  - 京都夢の浮橋殺人事件－あんみつ検事の捜査ファイル－（2001年4月20日） - 主演・風巻やよい 役
- 月曜ドラマスペシャル（TBS）
  - 冬の旅情サスペンス 戸隠伝説殺人事件（1995年2月27日）
  - 萩・津和野殺人ライン（1997年7月27日） - 美緒 役
- 古畑任三郎スペシャル第13回「笑うカンガルー」（1995年4月12日、フジテレビ） - 野田ひかる 役
- ドラマ新銀河（NHK総合）
  - 名古屋お金物語（1995年6月12日 - 7月13日） - 佐伯みどり 役
  - たにんどんぶり（1996年6月10日 - 7月4日） - 主演・花岡恵子 役
- 木曜劇場「ひとりにしないで」（1995年7月6日 - 9月21日、フジテレビ） - 野中みどり 役
- 高橋英樹特選時代劇「ひらり又四郎危機一髪!」（1995年9月5日、日本テレビ） - 多恵姫 役
- 恋も2度目ならスペシャル（1995年10月11日、日本テレビ）
- ベストフレンド（1995年10月16日 - 12月11日、よみうりテレビ） - 白井怜子 役
- 木曜日の怪談 七瀬ふたたび（1995年10月19日 - 1996年1月11日、フジテレビ） - 七瀬 役
- リスキー・ゲーム（1996年1月11日 - 3月14日、TBS） - 早川知美 役
- シングルス（1997年10月14日 - 12月16日、関西テレビ） - 立石雪子役
- 大河ドラマ「徳川慶喜」（1998年1月4日 - 12月13日、NHK総合） - たみ 役
- 女性捜査官アイキャッチャー（1999年5月19日 - 6月23日、NHK総合「水曜ドラマの花束」） - 主演
- 隣人は秘かに笑う（1999年10月13日 - 12月15日、日本テレビ） - 向井奈緒子 役
- 月曜ドラマスペシャル⇒月曜ミステリー劇場 ホステス探偵危機一髪シリーズ（1999年 - 2004年、TBS） - 主演・植原環 役
  - ホステス探偵危機一髪1（1999年6月14日）
  - 痛快ミステリー!ホステス探偵危機一髪2（2000年5月8日）
  - 痛快ミステリー!ホステス探偵危機一髪3（2001年6月25日）
  - 痛快ミステリー!ホステス探偵危機一髪4（2002年3月11日）
  - 痛快ミステリー!ホステス探偵危機一髪5（2003年10月6日）
  - 痛快ミステリー!ホステス探偵危機一髪6（2004年5月31日）
- 金曜日の恋人たちへ（2000年1月14日 - 3月17日、TBS） - 中村香織 役
- 愛人の掟・あなたに逢いたくて（2000年10月13日 - 12月15日、テレビ朝日） - 主演・藤野彩子 役
- 向井荒太の動物日記 〜愛犬ロシナンテの災難〜（2001年1月13日 - 3月17日、日本テレビ） - 山口可奈子 役
- お見合い放浪記（2002年10月7日 - 11月7日、NHK総合） - 主演・永澤由寿 役
- 白い巨塔（2003年10月9日 - 2004年3月25日、フジテレビ） - 里見三知代 役
- ナショナル劇場 こちら本池上署シリーズ（2002年 - 2004年、TBS） - 堂上（旧姓：菊川）麻衣 役
  - こちら本池上署 第1シリーズ（2002年7月8日 - 9月16日）
  - こちら本池上署 第2シリーズ（2003年4月14日 - 7月21日）
  - こちら本池上署 第3シリーズ（2004年1月12日 - 3月22日）
  - こちら本池上署 第4シリーズ（2004年10月11日 - 12月27日）
- エースをねらえ! （2004年1月15日 - 3月11日、テレビ朝日） - 藤堂の姉 役（友情出演）
- 金曜時代劇「蝉しぐれ」（2004年12月29・30日、NHK総合） - お福 役
- パンチライン（2006年3月26日、TBS） - 友情出演
- ドラマコンプレックス「贅沢なお産」（2006年5月30日、日本テレビ） - 主演・佐倉江理子 役
- Good Job〜グッジョブ（2007年3月26日 - 30日、NHK総合） - 村田真子 役
- 火曜ドラマゴールド「監察医・室生亜季子37 最後の解剖 〜頭蓋骨の毛細血管に秘められた主婦モデルとアルツハイマー母の悲しみ〜」（2007年3月27日、日本テレビ）
- 水曜ミステリー9「トラベルライター 榊佑子の殺人紀行」（2008年1月30日、テレビ東京） - 主演・榊佑子 役
- 春のドラマスペシャル「ゆっくり歩け、空を見ろ」（2008年4月1日、関西テレビ） - 山之内タミ（英夫の母） 役
- 伝説の美容師・山野愛子物語（2008年8月3日、BS日テレ） - 山野愛子 役
- 月曜ゴールデン（TBS）
  - 美食カメラマン 星井裕の事件簿 シリーズ（2010年 - 2011年、TBS） - 安西美雪 役
    - 美食カメラマン 星井裕の事件簿 -京都 大文字送り火 恩讐の殺意-（2010年3月1日）
    - 美食カメラマン 星井裕の事件簿2〜京都 源氏物語 華の道の殺人〜（2011年4月25日）

  - 医師・円城寺修 シリーズ（2011年12月5日 - 2012年6月4日） - 円城寺貴子　役
- 金曜ドラマ「ヤンキー君とメガネちゃん」第2話・第8話（2010年4月30日・6月11日、TBS） - 千葉エリコ 役
- 日曜ナイトドラマ「霊能力者 小田霧響子の嘘」第1話（2010年10月10日、テレビ朝日） - 高峰彩子 役
- NHK正月時代劇「隠密秘帖」（2011年1月1日、NHK総合） - りく 役
- 木曜ミステリー「ホンボシ〜心理特捜事件簿〜」第6話（2011年2月24日、テレビ朝日） - 矢吹洋子 役
- さよならぼくたちのようちえん（2011年3月30日、日本テレビ） - 大澤貴子 役
- 遺留捜査（2011年4月13日 - 2012年8月9日、テレビ朝日） - 江藤奈津子 役
- 下町ロケット（2011年8月21日 - 9月18日、WOWOW） - 和泉沙耶 役
- 新春ワイド時代劇「白虎隊〜敗れざる者たち」（2013年1月2日、テレビ東京） - 照姫 役
- ドラマ10「紙の月」（2014年1月14日 - 2月4日、NHK総合） - 岡崎木綿子 役
- 金曜プレステージ⇒金曜プレミアム 名探偵 神津恭介シリーズ（2014年 - 2015年、フジテレビ） - 早乙女英美 役
  - 名探偵 神津恭介 影なき女（2014年3月14日）
  - 名探偵 神津恭介2 呪縛の家（2015年7月10日）
- 出入禁止の女〜事件記者クロガネ〜 第2話（2015年1月22日、テレビ朝日） - 日野恭子 役
- 僕らプレイボーイズ 熟年探偵社（2015年7月17日 - 9月11日、テレビ東京） - 岩瀬奈月 役[14]
- BS1スペシャル「武士の娘 鉞子とフローレンス〜奇跡のベストセラーを生んだ日米の絆〜」（2015年8月11日、NHK BS1、ドラマ部分）
- 山本周五郎人情時代劇 第7話「初蕾」（2016年1月5日、BSジャパン） - 梶井はま女 役
- ヒーローを作った男 石ノ森章太郎物語（2018年8月25日、日本テレビ） - 小野寺カシク 役
- 孤独のグルメ Season8 第11話（2019年12月14日、テレビ東京） - 村井美咲 役
- 旅人検視官 道場修作 第4弾（2025年3月22日、BS日テレ） - 酒井塔子 役[15]

### ウェブドラマ
- 箱庭のレミング（2021年6月17日、ABEMA） - 白石姉妹の母 役

### 映画
- 冬物語（1989年4月15日公開、東宝） - 雨宮しおり 役
- エンジェルターゲット 殺戮天使（1991年、国際放映）
- わが心の銀河鉄道 宮沢賢治物語（1996年）　『日本アカデミー賞』新人俳優賞
- ゴジラ FINAL WARS（2004年12月4日公開、東宝） - 音無杏奈 役[1]
- うさぎ追いし〜山極勝三郎物語〜（2016年） - 山極勝三郎の妻 役[16]
- ピア〜まちをつなぐもの〜（2019年） - 藤本由紀子 役
- 武蔵 -むさし-（2019年） - ユキ 役
- 今夜、世界からこの恋が消えても（2022年） - 日野敬子 役[17]

### 舞台
- 月の光（1999年8月）
- ダブリンの鐘つきカビ人間（2002年4月26日 - 6月9日、G2プロデュース＋パルコ・リコモーション、PARCO劇場ほか）
- 恐竜と隣人のポルカ －K/T BOUNDARY－（2008年5月24日 - 6月15日、PARCO劇場、ほか愛知・新潟・福岡・広島・仙台・大阪公演あり）
- 王立新喜劇 続・コーポからほり303〜今日も危険な上町台地〜（2010年1月30日・31日、なんばグランド花月、2月6日・7日・よしもとプリンスシアター）
- 細雪（2011年10月5日 - 22日、帝国劇場） - 三女・雪子 役
- 吉本百年物語「わらわし隊、大陸を行く」（2012年8月11日 - 9月2日、なんばグランド花月） - ミスワカナ 役

### 劇場アニメ
- それいけ!アンパンマン シャボン玉のプルン（2007年） - プルン 役

### ラジオ
- 横浜銀行プレゼンツ 水野真紀 つれづれラジオ（2008年10月 - 2019年3月、ニッポン放送）

### 情報・バラエティ
- SMAP×SMAP（関西テレビ・フジテレビ）コント「ラッツ&マスター」、「BISTRO SMAP」不定期ゲスト
- さんまのSUPERからくりTV （1996年4月 - 1998年10月4日、TBS）
- メレンゲの気持ち（1999年 - 2000年9月、日本テレビ）
- 知ってるつもり?!（1999年4月 - 2002年3月、日本テレビ）
- 水野真紀の魔法のレストラン（2001年4月 - 、毎日放送）
- はなまるマーケット（2004年4月 - 2005年2月、2005年6月 - 2008年3月、TBS）水曜日レギュラー
- エチカの鏡〜ココロにキクTV〜（2009年1月11日、フジテレビ）ナビゲーター
- かんさい情報ネットten!（よみうりテレビ）不定期ゲスト
- プレバト!!（2023年7月6日 - 、毎日放送）不定期ゲスト（俳句・特待生5級）
- 土曜スペシャル まきまきまきの“薪、もらえませんか?”ふれあいキャンプ旅（2023年8月19日、テレビ東京） - 西山茉希、福田麻貴と共に出演[18]

### CM
- 片岡物産 トワイニング （1989年）
- カネボウ
「フィジオ」　　　　(1987年)
「NAVI（ナヴィ）」
「イフィーネ・レヴュー」
「REVUE（レヴュー）」
- グリコ　「トマトプリッツ」
- 横浜銀行
- 大阪ガス
- AGF 「マキシム」
- トヨタ自動車 「ノア」
- 伊藤ハム 「アルトバイエルン」
- チョーヤ梅酒 「ウメッシュ」
- スターツ 「ピタットハウス」
- ナショナル 「エステジェンヌ」（初代「きれいなおねえさん」）
- 大正製薬 「パブロンエースAX」
- 競輪 イメージキャラクター